# Збаразький цукровий завод
Збаразький цукровий завод — підприємство харчової промисловості у місті Збараж Збаразького району Тернопільської області.

## Історія
Цукровий завод переробною потужністю 3 тис. тонн цукрових буряків на добу було побудовано тернопільським трестом "Тернопільпромбуд" відповідно до семирічного плану розвитку народного господарства СРСР у 1963 - 1966 рр.  та введений в експлуатацію у 1969 році.  Разом із заводом було збудовано заводське селище для робітників підприємства.
У 1971 році завод переробляв 3 тис. тонн буряків на добу.
У 1972 році завод переміг у всесоюзному соціалістичному змаганні і був нагороджений перехідним Червоним прапором Рада міністрів СРСР і грошовою премією.
У 1973 році в заводському селищі було завершено будівництво ще двох 45-квартирних і 30 індивідуальних житлових будинків і будувався заводський Будинок культури.
У 1975 році завод почав переробляти тростинний цукор-сирець.
Загалом, у радянські часи завод входив до числа найбільших підприємств міста, з його балансі перебували об'єкти соціальної инфраструктуры.
Після проголошення незалежності України завод перейшов у відання Державного комітету харчової промисловості України.
У 1996 році державне підприємство було перетворено на відкрите акціонерне товариство.  Також, у 1996 році завод припинив переробляти тростинний цукор-сирець.
У жовтні 1998 року разом із сімома іншими цукровими заводами Тернопільської області Збаразький цукровий завод був включений до складу компанії ВАТ "Тернопільський агропромисловий комплекс".  31 січня 2000 року Кабінет міністрів України ухвалив рішення про продаж останніх 25% акцій заводу, що залишалися у державній власності, у квітні 2002 року завод було реорганізовано на товариство з обмеженою відповідальністю.
У 2003 році завод відновив можливість переробляти тростинний цукор-сирець.
У 2004 році Збаразький цукровий завод був одним із двох (з усіх 123 діючих у цей час) цукрових заводів України, здатних переробляти тростинний цукор-сирець.  Як повідомив в інтерв'ю директор заводу, за перші 35 років роботи (з 1969 до травня 2004 року) завод виробив 940,4 тис. тонн цукру з цукрових буряків та 1141,7 тис. тонн цукру з тростинного цукру-сирцю.
У сезон цукроваріння 2007 року завод виробив 19713 тонн цукру.
З 1969 до 2010 року завод виробив 940,4 тис. тонн цукру з цукрових буряків та 1150,5 тис. тонн цукру-піску з тростинного цукру-сирцю.
У січні 2017 року власником заводу стала німецька компанія "Pfeifer&Langen".